# گرمتیکال فریم‌ورک
گرمتیکال فریم‌ورک (به انگلیسی: Grammatical Framework، به طور مخفف GF) یک زبان برنامه‌نویسی متن‌باز است که برای نوشتن قواعد دستوری در زبان‌های طبیعی به کار می‌رود. جی‌اف درحالی که مستقل از زبان با بازنمایشی از معنا کار می‌کند، قادر است همزمان متن را در زبان‌های مختلف زایش و تجزیه کند. دستور زبانی که در جی‌اف نوشته شود را می‌توان برای استفاده در زبان‌های دیگر مثل جاوا کامپایل کرد و به عنوان یک کامپاننت نرم‌افزاری از آن استفاده کرد. همراه با گرمتیکال فریم‌ورک، کتابخانهٔ دستور مآخذ جی‌اف (GF Resource Grammar Library) منبعی است از صرف، تکواژشناسی و دستور زبان‌های مختلف که در جی‌اف قابل استفاده مجدد است.

## پیوندها
- وبسایت GrammaticalFramework.com